# Eugenio Filippo Albani
Eugenio Filippo Albani (Crotone, 18 maggio 1868 – Roma, 18 dicembre 1935) è stato un mecenate, politico e collezionista d'arte e di archeologia italiano, già sindaco di Crotone dal 1900 al 1905.

## Biografia
Di nobile famiglia e figlio di Francesco Albani e di Maria Filomena Berlingieri, Eugenio Filippo Albani nacque a Crotone il 18 maggio 1868; decise in seguito di lasciare definitivamente la sua terra natia per recarsi a Roma come esule volontario.
Fu, insieme ad Armando Lucifero, il promotore dell'istituzione del museo civico di Crotone, il quale entrambi donarono gran parte delle loro collezioni archeologiche.
Realizzò anche una biblioteca dove, al suo interno, vi erano custodite molte opere letterarie riguardanti la Calabria.
Una volta ritornato a Crotone, decise di impegnarsi in politica e venne eletto successivamente sindaco della città nel 1900. Riuscì ad ottenere un prestito per iniziare i lavori di costruzione e realizzazione dell'acquedotto cittadino, che verrà poi inaugurato il 1º maggio 1902.
Morì in esilio a Roma il 18 dicembre 1935.

## Curiosità
- La famiglia di Albani vanta una lunga tradizione nel campo dello scautismo, tant'è che in suo onore a Crotone è stata intitolata la locale sede della CNGEI[4].